# Sh2-216
Sh2-216 est une nébuleuse planétaire visible dans la constellation de Persée.
Elle est située dans la partie la plus orientale de la constellation, à environ 5° à l'ouest de la brillante Capella. Elle apparaît comme un filament gazeux ténu difficile à observer en raison de sa faible luminosité. Son observation nécessite des outils puissants et sensibles et dans les photos à longue exposition, elle émerge à peine du champ d'étoiles en arrière-plan. Sa déclinaison est modérément septentrionale, donc son observation est considérablement facilitée pour les observateurs placés aux latitudes boréales. Au sud de l'équateur en revanche, on ne peut l'observer facilement que jusqu'aux régions tempérées inférieures.
Avec une distance de seulement 129 parsecs (environ 420 années-lumière), c'est la nébuleuse planétaire la plus proche du système solaire. La grande dispersion de ses gaz, qui en fait aussi la plus grande nébuleuse planétaire observable dans la voûte céleste, est due au grand âge du nuage, estimé à environ 600 000 ans. Elle a été initialement cataloguée comme une région H II, bien que l'étoile responsable de l'ionisation des gaz n'ait pas été identifiée. Plus tard, grâce à des études spectrométriques, l'hypothèse a été avancée que le nuage pourrait être le reste d'une ancienne nébuleuse planétaire avec un taux d'expansion extrêmement faible, hypothèse confirmée plus tard grâce à la découverte de l'étoile centrale, une naine blanche cataloguée comme LSV+46°21, en position décentralisée vers l'est. La température de surface de la naine blanche est comprise entre 50 000 et 90 000 Kelvin.